# Cycadaceae
Ver Cycadidae para una introducción a esta familia
Las cicadáceas (nombre científico Cycadaceae) son una familia de gimnospermas del orden Cycadales. Es una familia monotípica, es decir, tiene un solo género: Cycas. Este género contiene un centenar de especies, nativas de Asia, África y Oceanía, desde el archipiélago de Japón hasta Australia, de las cuales la más conocida es Cycas revoluta, la "cica", o "palma del sagú".
En apariencia son similares a las palmeras (familia Arecaceae), pero en realidad son filogenéticamente distantes de estas, formando parte de la división de las cicadófitas. Ejemplares fósiles de Cycas datan del Cenozoico en Laurasia, aunque otros más antiguos y posiblemente relacionados se remontan al Mesozoico. Cladísticamente están bastante separadas de su familia hermana Zamiaceae, también perteneciente al orden Cycadales.

## Descripción

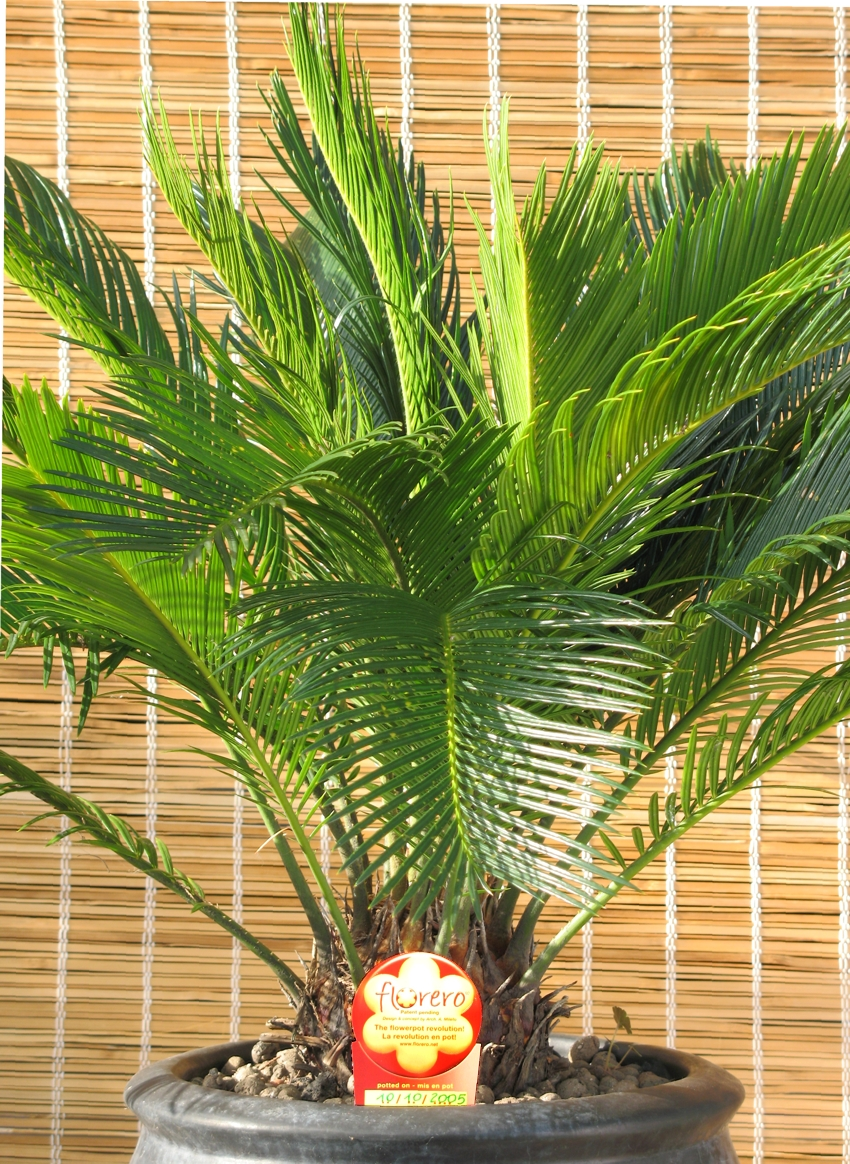
Cycas revoluta cultivada en maceta como planta ornamental.

De apariencia similar a las palmeras, poseen un tallo leñoso cilíndrico sin ramas o escasamente ramificado, cubierto con los remanentes viejos de las bases de las hojas y con follaje vivo cerca del ápice. Algunas especies tienen apariencia de helecho con un tallo subterráneo. Las hojas son persistentes, de disposición espiralada, pinnadas, de prefoliación circinada cuando son jóvenes y sin desdoblar, con una vena media y sin venas laterales, enteras, las pinas más bajas usualmente como espinas. Los microesporofilos agregados en estróbilos compactos, polen sin "sacca", con un único surco. Los megasporofilos agrupados en el ápice del tallo, como patas y no agrupados en un estróbilo, de 2 a 8 óvulos en el margen del esporofilo. Semillas grandes, ligeramente aplanadas, y cubiertas por una cubierta externa (testa) brillantemente coloreada, carnosa.

## Ecología
Distribuidas en Madagascar, probablemente el continente de África, el sudeste de Asia, Malasia, Australia y Polinesia. Actualmente es el género más extendido de cícadas.
Habitan bosques y sabanas.
Muchas especies toleran el fuego porque el meristema apical está bajo tierra o protegido por las bases de las hojas persistentes.

## Taxonomía
La familia Cycadaceae posee únicamente el género Cycas, el cual integra alrededor de 90 especies, principalmente de Australia (26 especies) e Indochina (30 especies). También está representado en Japón, sureste de Asia, Indonesia, Filipinas, Micronesia, Polinesia, Madagascar y este de África.
- Cycas aculeata
- Cycas angulata
- Cycas annaikalensis
- Cycas apoa
- Cycas arenicola
- Cycas armstrongii
- Cycas arnhemica
- Cycas badensis
- Cycas balansae
- Cycas basaltica
- Cycas beddomei
- Cycas bifida
- Cycas bougainvilleana
- Cycas brachycantha
- Cycas brunnea
- Cycas cairnsiana
- Cycas calcicola
- Cycas campestris
- Cycas candida
- Cycas canalis
- Cycas chamaoensis
- Cycas changjiangensis
- Cycas chevalieri
- Cycas circinalis
- Cycas clivicola
- Cycas collina
- Cycas condaoensis
- Cycas conferta
- Cycas couttsiana
- Cycas curranii
- Cycas debaoensis
- Cycas desolata
- Cycas diannanensis
- Cycas dolichophylla
- Cycas edentata
- Cycas elephantipes
- Cycas elongata
- Cycas falcata
- Cycas fairylakea
- Cycas ferruginea
- Cycas fugax
- Cycas furfuracea
- Cycas guizhouensis
- Cycas hainanensis
- Cycas hoabinhensis
- Cycas hongheensis
- Cycas inermis
- Cycas javana
- Cycas lanepoolei
- Cycas lindstromii
- Cycas litoralis
- Cycas maconochiei
- Cycas macrocarpa
- Cycas media
- Cycas megacarpa
- Cycas micholitzii
- Cycas micronesica
- Cycas multipinnata
- Cycas nathorstii
- Cycas nongnoochiae
- Cycas ophiolitica
- Cycas orientis
- Cycas pachypoda
- Cycas panzhihuaensis
- Cycas papuana
- Cycas pectinata
- Cycas petraea
- Cycas platyphylla
- Cycas pranburiensis
- Cycas pruinosa
- Cycas revoluta
- Cycas riuminiana
- Cycas rumphii
- Cycas scratchleyana
- Cycas seemannii
- Cycas segmentifida
- Cycas semota
- Cycas sexseminifera
- Cycas siamensis
- Cycas silvestris
- Cycas simplicipinna
- Cycas spherica
- Cycas szechuanensis
- Cycas taitungensis
- Cycas taiwaniana
- Cycas tanqingii
- Cycas tansachana
- Cycas thouarsii
- Cycas tropophylla
- Cycas tuckeri
- Cycas wadei
- Cycas xipholepis
- Cycas yorkiana
- Cycas yunnanensis
- Cycas zambalensis
- Cycas zeylanica

## Filogenia
Esta familia es distintiva porque sus megaesporofilos tienen una lámina bien desarrollada y dentada a pinadamente disecta, que no está compactada en un estróbilo. Cycas es fuertemente sostenida por datos morfológicos y moleculares como el género hermano del resto de las cícadas. 

## Evolución
Su registro fósil se extiende desde el Pérmico, hace al menos 250 millones de años. 

## Importancia económica
Muchas especies son populares como ornamentales en climas cálidos y como plantas de interior. 
El tallo es una fuente de almidón llamada sagú, especialmente en tiempos de falta de alimento. Las semillas pueden contener 20 o 30 % de este almidón, y es comestible solo después de remover las toxinas.
Las cianobacterias en las raíces coraloides de Cycadaceae producen BMAA (beta-metilamino-L-alanina), un aminoácido no proteico que es neurotóxico y puede incrementarse en concentración a medida que sube en la cadena alimentaria. En Guam, los chamorros sufren de una tasa extremadamente alta de una enfermedad llamada Lytico-Boding que provoca síntomas de esclerosis lateral amiotrófica, demencia y enfermedad de Parkinson. Según algunas teorías la enfermedad se produce por comer murciélagos frugívoros (zorros voladores) que consumen semillas de cícada. BMAA ha sido detectado en alta concentración en el cerebro de algunos chamarros que murieron de esta enfermedad.[cita requerida]